# Phoebus Levene

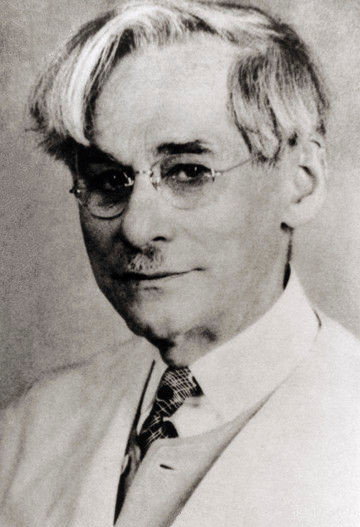
Phoebus Levene

Phoebus Aaron Theodore Levene (* 25. Februar 1869 als Faschel Aaronowitsch Lewin in Žagarė, Ujesd Šiauliai, Gouvernement Kaunas; † 6. September 1940 in New York) war ein litauischer Biochemiker.

## Leben
Levene wuchs in Sankt Petersburg auf, wo er an der Kaiserlichen Militär-Medizinakademie studierte. Er promovierte 1891. Wegen antisemitischer Pogrome emigrierte er in die USA.
Er arbeitete als Arzt in New York und schrieb sich an der Columbia University ein, um in seiner Freizeit biochemische Forschung durchzuführen. Er veröffentlichte Arbeiten über die Struktur von Zuckern. 1896 ging er ans Pathologische Institut des New York State Hospitals. Zu dieser Zeit arbeitete er mit Chemikern wie Albrecht Kossel und Emil Fischer zusammen. 1905 wurde Levene Leiter des biochemischen Laboratoriums am Rockefeller Institute of Medical Research. Im Jahr 1916 wurde er in die National Academy of Sciences, 1932 zum Mitglied der Leopoldina gewählt. Im selben Jahr wurde er korrespondierendes Mitglied der Bayerischen Akademie der Wissenschaften.

## Werk
Levene entdeckte 1909 die Ribose und 1929 die Desoxyribose. Er prägte den Begriff Nukleotid für die aus Desoxyribose, Phosphorsäureresten und den vier organischen Basen Adenin, Guanin, Cytosin und Thymin bestehenden Einheiten der Nukleinsäure (hier die Desoxyribonukleinsäure) und den Begriff Nukleosid (mit seinem Assistenten Walter Abraham Jacobs).